# 김천 율수재
김천 율수재(金泉 聿修齋)는 대한민국 경상북도 김천시 봉산면 인의리에 있는 조선시대의 건축물이다. 2008년 9월 18일 경상북도의 문화재자료 제541호로 지정되었다.

## 개요
율수재는 인의리 마을 뒤편의 야산 완경사지에 배산하여 남동향으로 바라보고 있으며, 성종 시대 성리학의 대가요 대문장가인 문장공(文莊公) 매계 조위(梅溪 曺偉, 1454～1503)가 태어나 어린 시절을 보낸 유허지에 유업을 기리기 위하여 건립한 학문소로 16세기 이후 성리학적 자연관에 따라 많이 지어진 선비들의 학문 및 휴식처가 조망성이 뛰어난 곳에 자리 잡았듯이 율수재 또한 전망이 좋은 장소이다.

## 문화재 지정사유
율수재는 인의리 마을 뒤편의 야산 완경사지에 배산하여 남동향으로 바라보고 있으며, 성종 시대 성리학의 대가요 대문장가인 문장공(文莊公) 매계 조위(梅溪 曺偉, 1454～1503)가 태어나 어린 시절을 보낸 유허지에 유업을 기리기 위하여 건립한 학문소이다. 16세기 이후 성리학적 자연관에 따라 선비들의 학문 및 휴식처가 조망성이 뛰어난 곳에 자리 잡았듯이 율수재 또한 전망이 좋은 장소이다. 율수재는 정면 4칸 측면 2칸의 ㅡ자형 건물로 중앙 2칸에 4칸통 대청을 놓고 그 좌측에는 각 1칸씩의 마루와 온돌방을 앞뒤로 배열하고 우측에는 2칸통의 온돌방을 두었다. 종도리 장혀의 숭정 기원후 병인 사월 초파일(崇禎 紀元後 丙寅 四月 初八日)이라는 창건연대 상량문은 개축 이후의 중수 때 묵서한 것으로 정확한 건립연대는 알 수 없으나, 정면 처마 밑의 현판 글씨(梅溪舊居)는 우암 송시열의 친필이라 전한다.
율수재에서 1980년부터 김천문화원 주최 매계 백일장이 매년 열리고 있으며 학문소 용도의 건물로 현재 건물의 전체적인 구조양식은 19세기 후반 중수 때 모습으로 구조 양식은 뛰어나지 않지만 비교적 중수 당시의 형식을 반듯하게 잘 간직하고 있어 이 지역의 역사 문화 환경의 한 요소로 보전하고자 문화재자료로 지정한다.

## 참고 자료
- 김천 율수재 - 국가유산청 국가유산포털